# Gustavo Pavan
Gustavo Pavan (Lomas de Zamora, Provincia de Buenos Aires, 20 de octubre de 1973) es un actor, productor, guionista periodista deportivo y músico argentino. Se recibió en el Círculo de Periodistas Deportivos en el año 1996.

## Biografía
Pavan comenzó su carrera como operador de radio. En 1995, de la mano de Daniel Datola y de Raúl Becerra comenzó su carrera en TV en el programa La hora Réferi en la Televisión Pública Argentina y en Cable Sport. En 1998 se suma a Telefe-Ideas del Sur formando parte de Videomatch donde aportaba ideas y creó "El Cuarteto Obrero" junto a Yayo Guridi, además de ser el productor de segmentos como Top Forry / Cámaras Ocultas / Figuretti / Navajo. En 2004 pasa a ser productor de No hay 2 sin 3 en elnueve y en 2008, creó el programa Peligro Sin Codificar, emitido por América TV los primeros años, y luego pasarían en el 2013 a Telefe hasta el 2019 que comparten pantalla con Net TV, siempre acompañado de Diego Korol y Yayo Guridi. 
En el 2019 formó parte nuevamente de Showmatch como productor humorístico.
Actualmente produce contenidos en Stream para Luzu TV y Olga, como Stream Master, Hablemos Sin Saber, Se Extraña a la Nona. 
Tiene su canal de contenido llamado Takawishi en donde en el 2025 lanzará La Gambeta.